# 氣候變化與性別

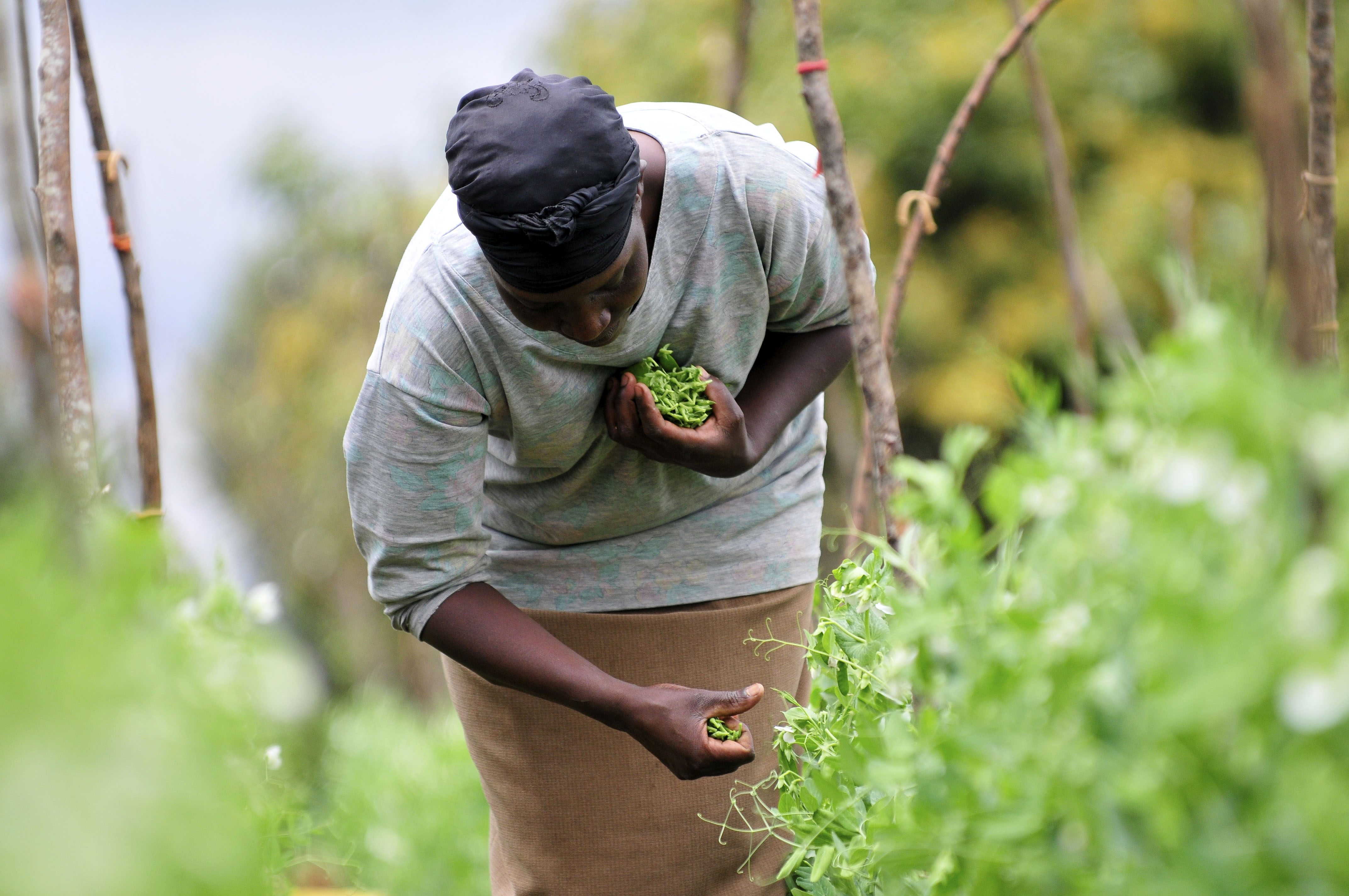
一位採收作物的肯亞女性。全球女性，尤其是在全球南方（Global South）的女性小農在提供糧食方面有重要作用，但因種種限制而讓她們在氣候變化調適方面遭遇困難。

此篇氣候變化與性別（英語：Climate change and gender）所談論的是在社會結構中經由性別角色和其間的關係來解釋氣候變化如何對男性和女性產生不同的影響。並用來探討男性和女性在受影響期間如何獲取和使用資源，以及他們如何承受其結果。本文研究性別角色和文化規範如何影響男性和女性應對氣候變化的能力，以及女性和男性的角色如何更好融入氣候變化調適和緩解戰略。並該如何將氣候變化與其他的性別挑戰（例如貧窮、資源獲取及不平等的權力狀態）間的交叉反應列入考慮。這項研究的最終目標是希望確保氣候變化政策和措施具有公平性，並確保女性和男性都能從中受益。氣候變化把性別不平等現象加劇，降低婦女經濟獨立的能力，並對婦女的社會和政治權利造成總體的負面影響，特別是在嚴重依賴農業的經濟體中。 所謂性別不平等，在許多情況下就表示女性更易受到氣候變化的負面影響。這是由於性別角色所造成，特別是在開發中國家，其婦女往往須依賴自然環境來維持生計和收入。氣候變化會進一步限制婦女本來已有限的物質、社會、政治和財務資源，這些往往給婦女帶來較男性更重的負擔，而把既有的性別不平等更為強化。
由於對氣候變化的意識、因果關係和應對過程中發現有基於性別的差異，許多國家因此開始制定，並實施基於性別的氣候變化戰略和行動計劃。例如莫三比克政府於2010年初通過《性別、環境和氣候變化戰略和行動計劃（Gender, Environment and Climate Change Strategy and Action Plan）》，成為全球首個採取如此行動的國家。
但在性別分析的工作並不限於只對女性。且對數據集的應用不只僅包含男與女的性別二元論，還要仔細審查塑造與氣候變化相關權力關係的話語結構，並考慮性別如何成為影響氣候變化反應的社會因素 - 年齡、種姓、婚姻狀況和族群等其他變量的交叉作用。性別二元論的觀點會把屬於LGBT群體的個人，以及既非二元性別，又不符合性別規範的個人排除在外。

## 輿論與行動

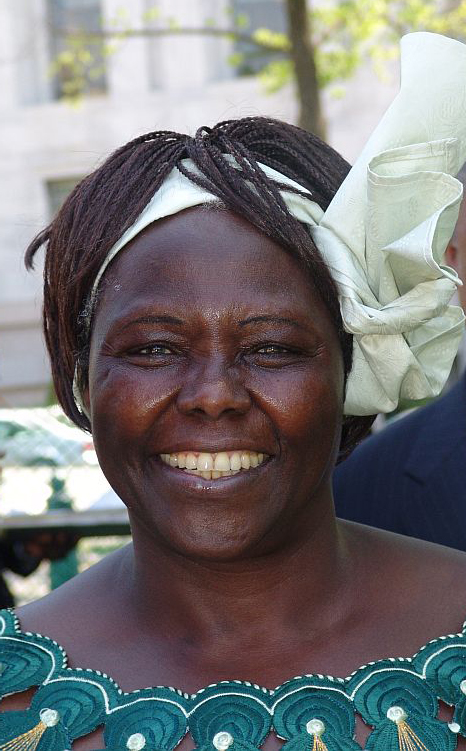
女性在應對氣候變化具有關鍵的作用 - 汪蓋瑞·馬塔伊（肯亞社會活動家，2004年諾貝爾和平獎得主）。

在對芬蘭年輕人所做的一項研究顯示，氣候變化對女性在氣候良知消費的影響較對男性為大。在捷克共和國所做的研究也出現類似結果。這可能是由於對氣候變化的認知差異所造成。在科學觀點上，女性傾向於同意人為溫室氣體排放是造成氣候變化的主要歸因（男性：56％，女性：64％，參見氣候變化的公眾觀點），並對其影響更為關切：美國有29％的男性和35％的女性“非常擔心全球變暖的問題”。
在2016年所做的另一項研究，針對巴西和瑞典的男性和女性來衡量和檢查性別和政治取向對氣候變化認知的影響。通過收集在線調查問卷，巴西有367名參與者（其中151名男性和216名女性），瑞典有221名參與者（其中75名男性和146名女性），結果顯示兩組中屬於保守男性與否認氣候變化之間存在很強的正相關性（rSweden = .22，rBrazil = .19），這表明男性（通常具有保守政治傾向）更有可能否認氣候變化存在。兩組女性大多數表現出相反的結果，表明女性更有可能相信氣候變化確實存在。
在2020年發表的一項研究報告顯示應對策略也存有差異。這項研究在伊朗馬贊德蘭省的稻農中進行，結果是男性傾向於認為更好的土地保護技術是管理氣候風險的好方法，而女性則認為教育是最重要的調適做法，因為可透過其找出應對氣候風險的更好技能和技術。
調適氣候變化的一個關鍵推動因素是獲取有用的信息，但在撒哈拉以南非洲地區，信息獲取存在性別差異，其中婦女較難獲取氣候信息。一篇於2020年發表針對馬拉威種植甘蔗小農的研究發現，沒獲得天氣預測信息來指導調適決策的女性多於男性。氣候信息的獲取和偏好的性別差異可能與不同的婚姻狀況，以及女性和男性的教育和識字水平有關。
產生溫室氣體排放而對氣候變化造成影響也與性別相關。例如於瑞典所做的一項關於使用汽車的研究發現，男性會較女性駕駛汽車的次數更多、距離更遠以及只一人使用，而會排放更多的二氧化碳（一種溫室氣體）。

## 脆弱性

### 災害
所謂災害是不可預測的事件，會對人員造成傷害，並對財產、基礎設施和環境造成傷害。它們可自然發生，例如洪水、野火、地震、颶風或海嘯，也可由人為造成，例如油外泄、工業事故和恐怖襲擊。災害會造成身體、心理和經濟的損害，也會擾亂社交網絡，削弱經濟體系，造成一系列身心健康影響。受影響的人會面臨流離失所、失去生計和教育中斷等影響。災害發生後，政府、國際組織和援助機構會對受影響的人提供救濟和援助。

2015年全球各國女性預期壽命超過男性的年數，及其由非傳染性疾病導致的死亡率（資料來源:Our World in Data）。

#### 死亡率
倫敦經濟經濟學院所做的一項研究，發現在141個國家的自然災害中，死亡人數的性別差異與此類國家婦女的經濟和社會權利有關聯。開發中國家的婦女由於她們的社會地位，通常不會學習游泳或攀岩等生存技能，而表示她們更有可能因自然災害而喪命。當婦女在社會中的權利和權力較小時，其中有較多會因氣候變化而死亡，但當所有群體享有平等權利時，兩性的死亡率就會更加平等。

#### 性虐待與疾病傳播
性虐待指的是任何形式不受歡迎的性接觸，包括言語上和身體上的。範圍包含性騷擾或不當觸碰，甚至是強姦或強姦未遂。這種情事會發生在任何性別的兩個人之間，但最常見的是男性對女性。這種事會發生在任何環境中，但最常見的是在人際關係或家庭中。疾病傳播是致病生物體從一個人傳播到另一個人的過程。這種情況可能是通過直接接觸，或間接接觸受到病原體污染的衣服、寢具或玩具等物品而發生。性接觸是最常見的疾病傳播方式之一，包括不安全性行為、性侵犯和伴侶之間的親密接觸。通過性接觸傳播的最常見疾病包括HIV、梅毒、披衣菌、淋病和生殖器皰疹。 HIV和梅毒可透過任何形式的性接觸傳播，披衣菌、淋病和生殖器皰疹主要通過無保護的陰道或肛門交媾傳播。其他感染性疾病，例如B型肝炎，也會通過性接觸傳播。
自然災害會擾亂日常生活，並讓性別和家庭角色複雜化，讓受害者感到無能為力和沮喪。這些感受常會導致針對弱勢群體的攻擊。[已開發國家]]和開發中國家的婦女和兒童在自然災害期間和之後遭受性虐待的風險比之前會更高。在超級氣旋安攀於2020年造成巨大破壞以及為時甚長的COVID-19疫情後，位於印度西孟加拉邦巽德班三角洲一些地區的童婚和性販運案件有所增加，受到影響的是當地的年輕女孩。由於災害期間取得保險套的機會減少，使用率也會低於其他時期。加上開發中國家疾病和感染的傳播加速、社會秩序崩潰以及會隨氣候變化出現的營養不良，導致登革熱、瘧疾、艾滋病和性傳染病的發病率升高，特別是針對女性。在自然災害和危機發生時期，年長婦女也面臨特別高的風險，因為她們更容易受到氣候引起的健康風險（如疾病）的影響，而且她們經常無法獲得如男性和一些年輕女性可獲得的社會支持。

### 農業
農業是培育植物和牲畜的科學、藝術和做法。其中包括利用土地以播種、種植、收穫及儲存，以及繁殖及飼養牲畜。農業還涉及牛奶、雞蛋和肉類等商品的生產，以及棉花和羊毛等纖維的生產。農業是全球經濟的重要成分，對於提供糧食、飼料和纖維發揮重要作用。它也是農村生活和文化的重要成分，為許多農村地區的人提供就業和收入來源。農業除提供食物、飼料和纖維外，還在環境保護、為野生動物提供棲息地和協助維持生物多樣性方面發揮重要作用。 

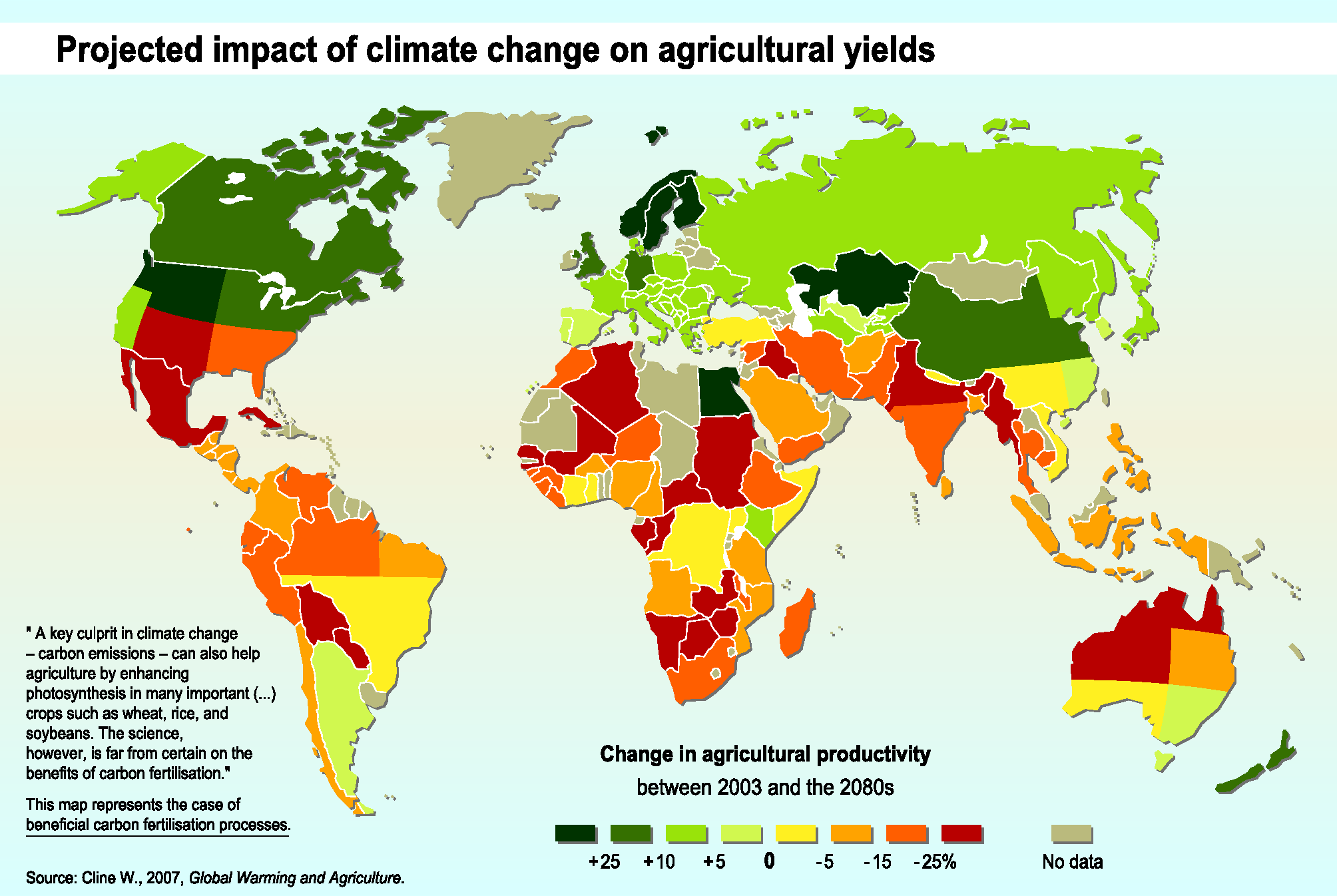
根據美國經濟學家威廉·理查德·克萊恩於2007年的預測，世界各地於2080年的農業生產力，與2003年的比較。)

貧困人口的生存和收入依賴環境及其自然資源提供，對貧困的研究顯示許多窮人是女性，因為她們就一個群體而言，具有較小的社會權力。開發中國家的許多婦女都是農民，但她們很難獲得教育、收入、土地、牲畜和技術，表示氣候變化會進一步剝奪其資源，讓女性農民比男性農民受到更嚴重的負面影響。開發中國家的婦女於2009年生產全球主食的60%至80%，但她們僅擁有農業用地的10%和大約2%的土地權。

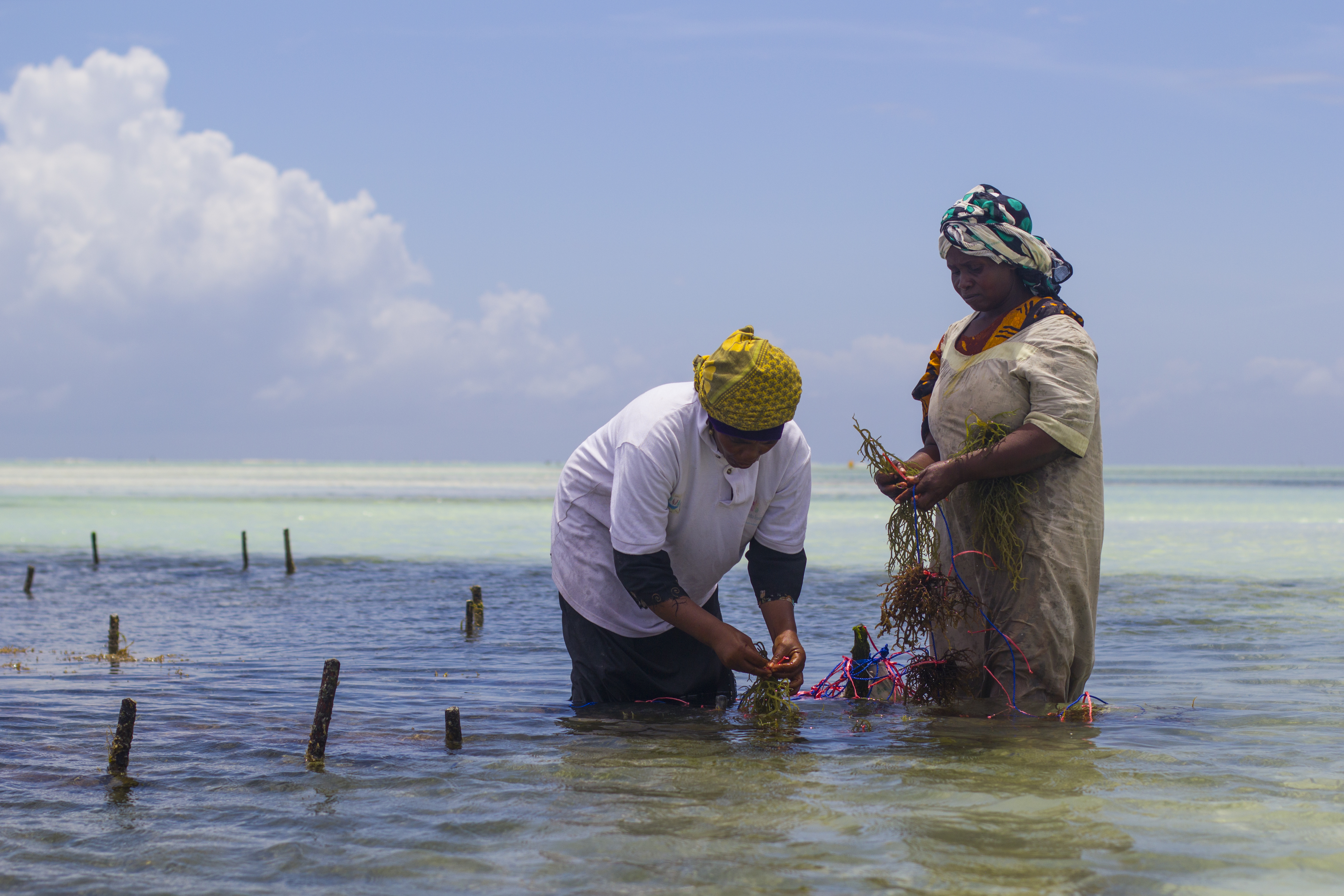
坦尚尼亞位於印度洋中尚吉巴島的兩位女性海藻養殖農夫，她們從事此業已有20年。

隨著地球變暖和水源變得稀缺，農作物產量必然會下降。這些影響並非各地一致，卻對依賴農業為生，且對氣候對變化敏感的地區造成最大的影響。開發中國家的婦女通常須負責為家庭取水、柴火和其他資源，但這些資源受到氣候變化的影響而變少，婦女必須走更遠的路、花費更長的時間才能獲得。氣候變化中，婦女的社會負擔更形加重，更進一步限制她們接受教育和就業的機會。氣候變化對農業產生不利影響，在印度東部的默哈訥迪河三角洲，男性農民被迫前往他處尋求機會，而在“氣候條件越來越不確定”的情況下將耕種小塊土地的責任留給家中女性。
在半乾旱地區，基於角色和資源獲取的嚴格性別規範，往往將女性束縛在易受氣候影響的區塊，特別是農業，但也限制女性在其工作中建立起韌性的機會。雖然有這些限制，並需要解決不平等問題，但這些女性仍能利用強大的適應能力，並利用新的機會。
糧農組織（FAO）發表的一份報告顯示，女性農民事實上將更易受到氣候變化所引發糧食不安全的影響。縱然女性農民佔開發中國家農民的43%，但她們很難與男性競爭，原因是她們必須處理大部分的家中事物，以及她們不易取得金融機構的融資。除此之外，女性通常不會投入更多資金以提高農業生產力。糧農組織於2011年發佈的一份關於婦女與農業的檔案證實，“女性農民所面臨的障礙會讓她們的產能低於男性農民......然而女性在農業方面與男性一樣擅長。可靠的經驗證據顯示如果女性農民在耕地上使用與男性相同水平的資源，即可獲得相同的產量。”

### 不平等加劇
氣候變化和性別不平等齊頭並進。氣候變化是個全球性的重大問題，對世界人口產生深遠影響，特別是對生活在貧困國家的婦女和女童。婦女和女童往往更加依賴自然資源，又無法獲得與男性相同的服務和資源，因此受到氣候變化的影響尤其嚴重。氣候變化會導致水資源短缺、糧食不安全和人民流離失所，而把許多國家已存在的性別的不平等更為強化。 例如婦女通常負責獲取水和柴火，以及管理家庭，因此極端天氣事件的增加或資源的減少會導致此類工作更加困難和耗時，而減少女性從事其他活動（例如教育或就業）的時間。氣候變化還會增加弱勢婦女遭受暴力和剝削的風險。自然災害會導致婦女和女童無家可歸，無法獲得安全資源，而增加她們遭受虐待和剝削的可能性。總體而言，氣候變化會顯著加劇世界許多地區的性別不平等。各國政府和組織必須體認到氣候變化對性別平等的影響，並採取措施以保護婦女和女童，並賦權予她們。其中的措施包括提供資源、教育和支持服務，以及制定性別敏感的政策和計劃以應對氣候變化的影響。

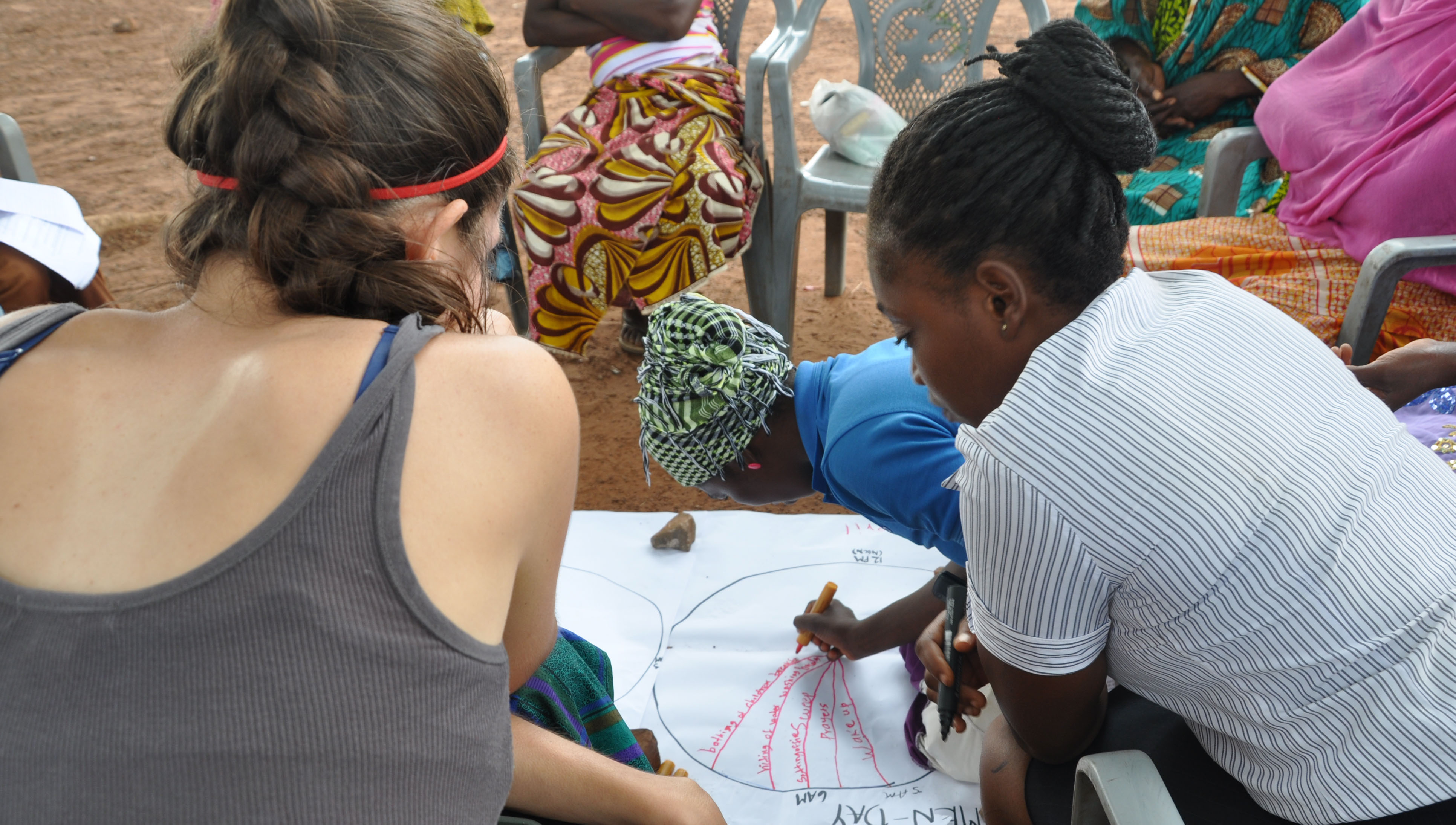
迦納的女性參與針對當地農夫的性別及社會資訊，及他們在氣候變化經驗方面的研究計畫。

IPCC第五次評估報告中的結論是存在“有力的證據”顯示天氣事件會強化性別不平等，而讓此種不平等的脆弱性持續存在。由氣候變化導致的不平等加劇有多種原因，例如由於家庭內資源稀缺，女孩往往比男孩面臨更高分配不均的可能。氣候變化引起的資源稀缺把這種風險更為升高。此外，氣候變化常常會導致男性向外移民。這讓留在家中婦女的工作量增加，導致所謂的”責任女性化”。氣候變化將會升高極端高溫等自然災害的頻率和嚴重程度。在這些災害發生期間和之後，特別是婦女要承擔更多照顧兒童、病人和老人的工作，為本已繁重的家務事另添負擔。婦女也傾向於在糧食短缺時降低自己的攝取量以協助家人，而導致她們更容易受到健康、社會和心理損害。

### 能源匱乏
本節摘自能源貧困和性別。
能源貧困意指無法獲得負擔得起的永續能源服務。這情況在全球的開發中國家和已開發國家分佈不均。 估計在2019年，全球有7.7億人未享有電力服務，其中約95%分佈在亞洲和撒哈拉以南非洲地區。
在開發中國家，農村地區的貧困婦女和女孩受到能源貧困的嚴重影響，因為她們通常須負責提供家庭能源。而在已開發國家，獨居年長婦女往往由於收入低、能源服務成本高，而受能源貧困的影響。
雖然取得能源是重要的調適氣候變化的工具，特別是在維持健康方面（即獲得空調、信息等），但在2019年發表的一項系統綜述研究中並未將這些對女性等弱勢群體的影響列入。 

## 科學領域
氣候變化和性別以多種方式交會。首先是氣候變化引起的環境變化會對女性產生極高比例的影響，具體取決於她們的社會經濟地位、族群和地理位置。例如開發中國家的婦女更有可能依賴自然資源來取得糧食安全、獲得清潔用水以及烹飪和取暖用的燃料。隨著氣候變化導致更多的極端天氣事件和降水模式變化，讓前述資源變得更加稀缺，導致婦女貧困加劇。其次是女性在科學研究領域中的代表性通常不足，因此很難將氣候變化對特定性別的影響列出。這是因為女性少有能獲得科學領域的教育、資源和研究機會，因此她們的觀點和專業知識在此領域無法得到好的體現。不把氣候變化對特定性別的影響列入研究，會導致人們對氣候變化如何影響不同人群的認識不足，而會在應對氣候變化影響時讓獲得資源和服務的機會有不平等情況。最後是由於婦女通常負責照顧家人和管理社區資源，因此她們具有良好的引領變革，緩解氣候變化的能力。但婦女通常被排除在制定氣候變化政策的過程外，因此她們的觀點和知識沒獲得考慮，這可能會導致政策不見得適合不同人群的性別需求，導致在應對氣候變化影響時獲得資源和服務的機會不平等。總體而言，氣候變化和性別以多種方式相互關聯，重要的是要認識到在研究和政策制定中，該把氣候變化對性別影響的重要性列入考慮。

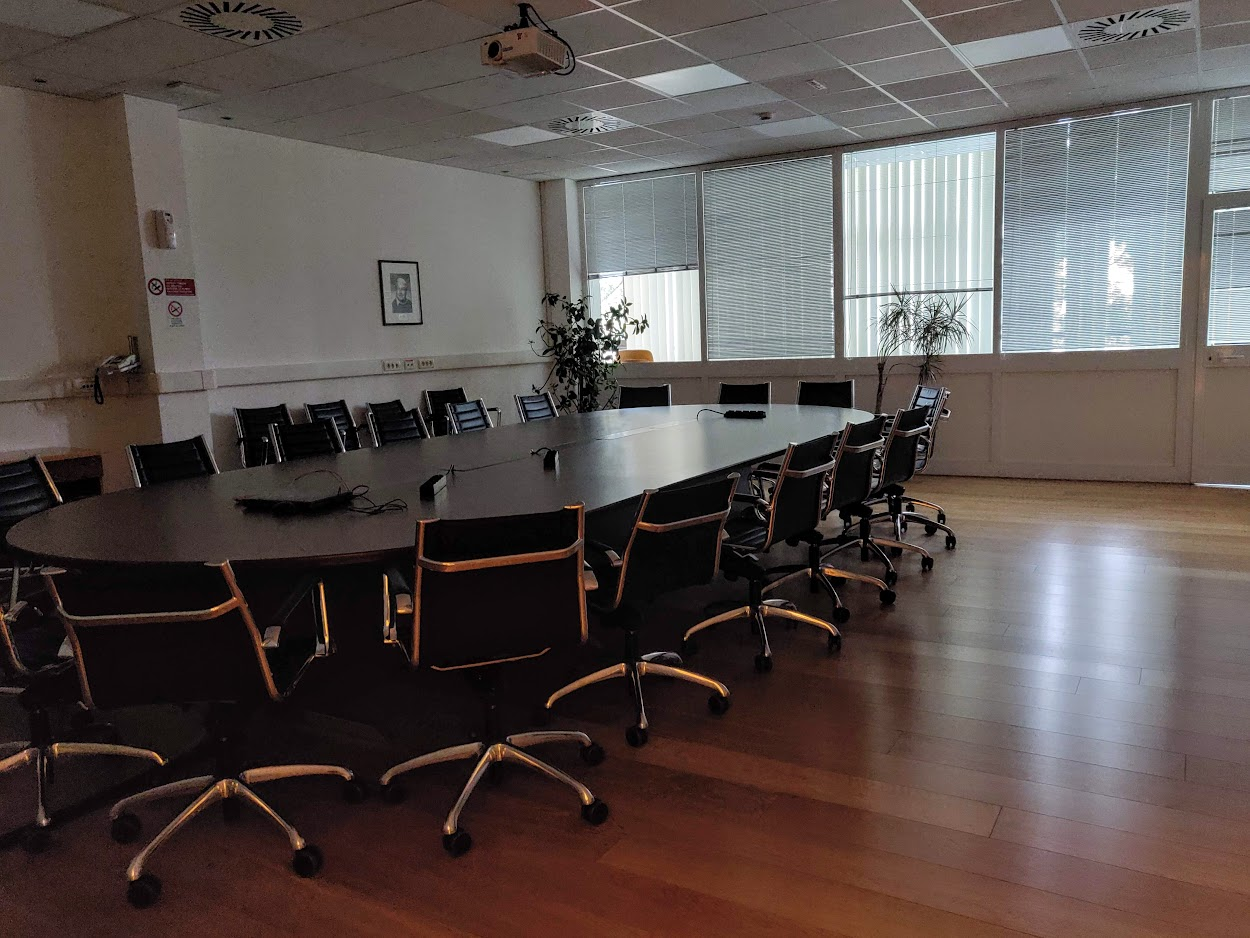
2019年於義大利的里雅斯特舉行的WikiDonne編輯松，顯示參與科學領域的女性遠少於男性。

根據IPCC第一工作組（WGI）聯合主席和技術支持小組 (TSU) 於2014年4月25日所做的一項調查，許多接受調查的報告撰寫者表示，他們認為需要更好的性別平衡。這反映在IPCC第五次評估報告撰寫人的性別平衡中。在第二工作組（WGII，關注影響、適應和脆弱性）的撰寫者中，只有27%是女性；在第一工作組（WGI，關注物理科學基礎）的撰寫者中，只有18.5%是女性。這也發生於其他組織，例如美國國家氣象局辦公室中只有7%的領導職位是女性。英國牛津大學與尼爾森NV公司合作進行的一項類似研究發現，22位“氣候變化領域最有影響力的發言人”中有18位是男性。而所餘的4位女性發言人既不是政治家也不是科學家，因此她們與氣候變化的直接聯繫值得懷疑。

## 政策
氣候緩解政策試圖通過減少溫室氣體排放和增加碳捕集與封存等措施來降低全球變暖的影響。根據研究，一般男性和女性利用他們對環境的了解來減輕災害，並通過非正式教育傳播這類知識。其中一些知識包括食品保存過程、施工方法以及對當地自然資源的了解。緩解措施的例子包括碳交易。在緩解的工作中有很大程度把女性忽略掉。
氣候適應性政策涉及自發或有計劃去適應氣候變化的負面影響並利用其有利的影響。男性和女性對氣候變化的反應不同，隨後對適應措施的反應也不同，如果政策中忽視性別觀點，可能會對兩性產生不平等的影響。 例如IPCC第五次評估報告（AR5）就指出在某些情況下，農業調適措施可能會把性別不平等加劇。

### 最有效的性別敏感政策
一些學者建議將性別維度納入研究，並採聯合國千年發展目標和《消除對婦女一切形式歧視公約（CEDAW）》等人權方法作為應對氣候變化的框架。一些組織認為把緩解和調適方法聯繫起來，平等為兩種種工作提供資金，並將性別納入緩解和調適政策中，將能更好處理氣候變化的後果。聯合國開發計劃署（UNDP）要求將性別主流化納入所有調適措施之中，這表示對氣候變化的調適應對措施必須一開始就考慮到性別以及性別平等，而不能在發展後期或僅在某些領域納入性別因素。但另有人認為，在社區強調性別主流化會把性別敏感政策的效果降低，甚至可能會適得其反，而把性別差異強調，並將性別問題從受氣候變化影響的其他領域隔離。

### 未顧到性別的調適政策
某些學者認為，不處理性別問題的氣候變化政策會變得無效。於21世紀之前制定的大部分氣候變化政策都側重於氣候變化和全球變暖在經濟上，而非社會上的影響。氣候變化研究和政策在21世紀才開始關注性別問題。《消除對婦女一切形式歧視公約》（CEDAW）、千年發展目標和《北京行動綱要》(參見北京宣言 (1995年)）都是影響氣候變化政策的性別意識倡議。 一些沒有處理性別問題或沒採用性別敏感做法的國際氣候變化應對措施包括《21世紀議程》、《里約環境與發展宣言》、《京都議定書》和《峇里島路線圖》。 
《生物多樣性公約》（CBD）和《聯合國氣候變遷綱要公約》已納入性別層面，後者並通過性別行動計劃。研究人員Ulrike Roehr指出，雖然聯合國正式致力於性別主流化，但實際上在氣候變化的背景下，性別平等並未實現。由於數據和研究結果不多，導致頒布的性別政策中的性別意識不足。
印度奧迪薩邦的2018-2023年氣候變化行動計劃有一整章專門用於討論性別和氣候變化，其中概述性別敏感方法 - “賦予婦女作為變革推動者，而非受害者，的權力”。與之前的《2010-2015年氣候變化行動計劃》相比，這是個令人耳目一新的變化，但其中氣候變化背景下的性別問題尚未得到充分探討，因此沒有納入政府自己的《氣候變化行動計劃實施進展報告》中。這表明的是“婦女的聲音被排除在決策和財務流程之外”，並進一步在對其生活有直接影響的政策中將她們排除在外。 
性別行動計劃的五個優先領域包括：能力建設、知識管理和溝通、性別平衡、參與婦女領導、一致性、促進性別平等施行與施行手段，以及監測和報告。在能力建設、知識管理和溝通兩項，當制定政策和行動計劃時就須考慮到讓性別因素發揮更大的作用。如此做的目標不僅是確保性別受平等考慮，而且是擴大宣傳範圍並提高認知。而性別平衡、參與女性領導力，則說明讓更多女性參與《聯合國氣候變遷綱要公約》進程的目標。接下來是一致性，強調與性別相關規定的必要性。促進性別平等施行與施行手段，確保遵循如《巴黎協定》等立法中提及婦女的重要性。最後，監測和報告將根據利馬工作計劃（Lima Work Programme on Gender（LWPG））來監測，以了解性別行動計劃是否適當實施。

### 接納婦女參與決策過程

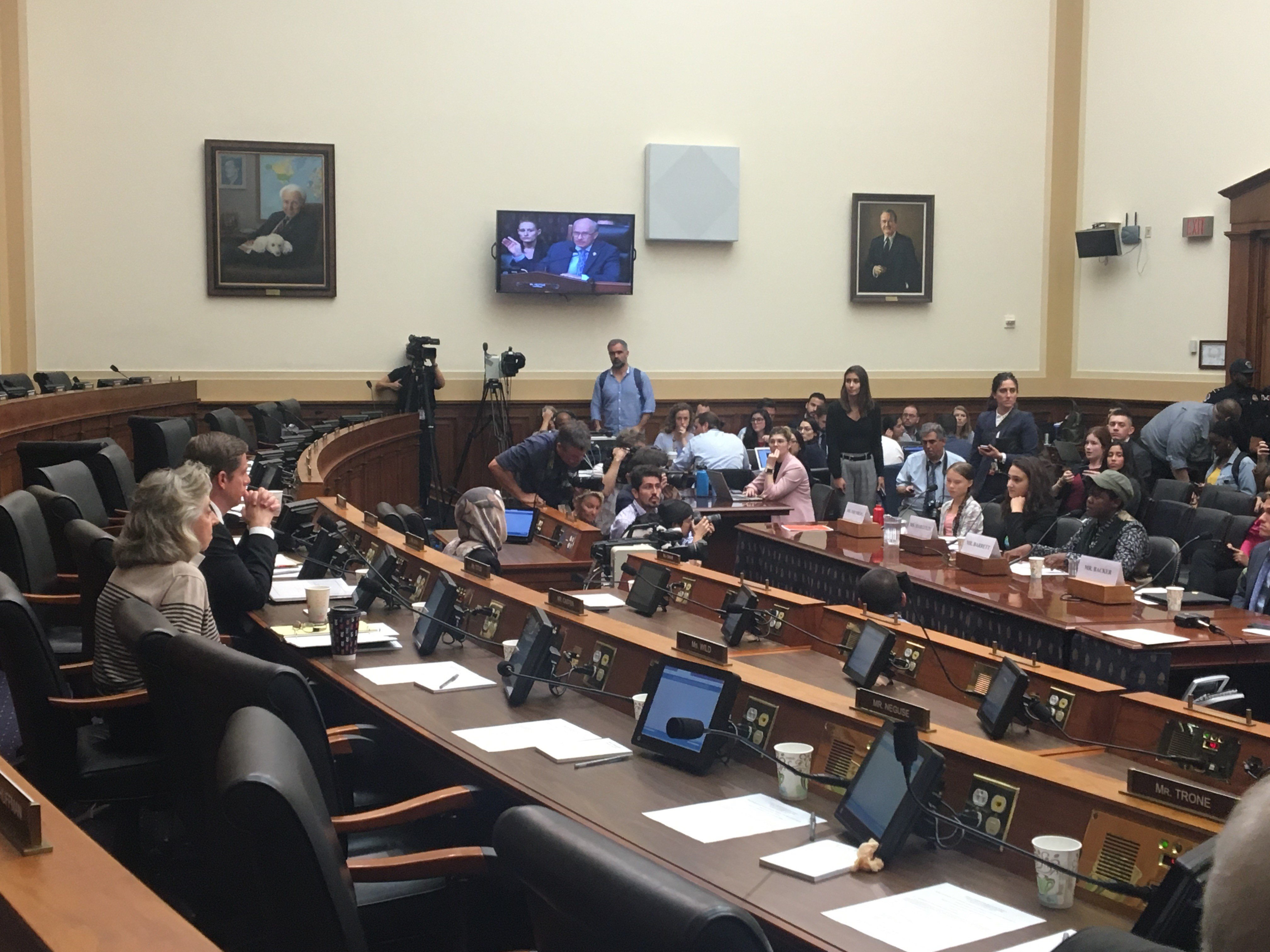
美國眾議院議員迪娜·泰特思於2019-09-14聽證會上聆聽「瑞典環保少女」格蕾塔·童貝里表達處理氣候變化的急迫性。

性別不平等不僅出現在氣候變化這一物理現實的背景下，並還出現在氣候變化的討論和談判中。.所反映的是：男性在氣候變化各個層面的爭議中佔據主導地位 - 從科學到政策，從地方到全球層面，而對氣候變化政策產生影響。
婦女可成為制定氣候變化政策的重要參與者，因為她們在管理水資源等方面擁有特定性別知識。雖然農村地區的婦女重度依賴環境為生，但通常並未沒參與制定政策的過程。人道主義援助組織國際關懷協會（CARE）的研究顯示當女性掌控家庭收入時，更有可能將其用於人類發展。女性通常也比男性更厭惡風險，並會做出更安全的決定。但歐盟執行委員會和歐盟高峰會在2008年制定的調適政策根本未針對性別問題作處理。因而性別角色以及隨後的制度和社會壓力會對調適能力產生限制。大多數致力於應對氣候變化的學者和組織都同意，政策制定者必須同時與女性和男性合作，並在各個層面均將其列入考慮。
研究工作也支持女性在領導氣候行動中可發揮的作用：議會代表中女性人數較多的國家更有可能批准環境協議，並通過處理氣候變化影響的法律。

### 父權制與氣候變化科學與政策
一些女權主義學者認為氣候變化的爭論不僅由男性主導，而且主要採取“陽剛氣質”原則來主導，而把氣候變化的討論限縮在技術解決方案的角度，所得結果無助於調適和緩解氣候變化。其中所隱藏的主觀性和權力關係主宰氣候變化政策和科學，導致研究人員圖阿納（Nancy Tuana）將之稱為“認知不公正”的現象。
同樣的，研究人員麥格雷戈（Sherilyn MacGregor）不採數量的角度批評科學話語，而側重於推論方面。她由此證明將氣候變化視為“硬”自然科學行為和自然安全問題，會導致其保留在霸權男性氣質的傳統領域內。 
Seager
研究人員史格（Joni Seager）認為2°C目標是氣候變化辯論中反復出現的話題，但並不如人們通常所認為是所有人的一個安全目標。相反的，它將確保父權資本主義的穩定性，以及把當今有權勢者的權力延續。

## 女性個人行動
婦女可在氣候變化應對中發揮作用，並且通常可在地方一級提供幫助，可為氣候變化政策提供具體的信息。婦女具有當地知識，可在領導力、可持續資源管理以及如何將可持續發展融入家庭和社區方面做貢獻。這也顯示女性如何可在自然資源管理中發揮極大的作用。
此外，有證據顯示當婦女在早期預警系統和重建中具有關鍵功能時，社區就能更好應對自然災害。於2000年在南亞進行的一項研究顯示，婦女在防災準備和災後重建/管理社區，以及確保特定人群的糧食安全和安全方面可發揮重要作用。

## 性別包容性

### 性與性別少數群體
許多邊緣化群體受到尤其嚴重的氣候危機影響，其中包括性別和性少數群體。災難發生後，當同性伴侶不被政府承認為合法伴侶，將面臨無法獲得救濟的風險。 此外，不屬於二元性別的個體無法獲得針對男性或女性的特定服務。減少這種風險和危險的措施包括總部設於菲律賓的MapBeks，此組織製作LGBTQ+ 安全空間地圖、HIV檢測設施以及進行災害管理所需的通道和建築物路線圖。

### 美國政策和戰略
美國針對氣候變化的性別平等倡議在近年不斷湧現。其中一項是拜登政府提出的《性別平等與平等國家戰略（National Strategy on Gender Equity and Equality，National Strategy on Gender Equity and Equality （页面存档备份，存于））。這是一項讓所有美國人（包括婦女）充分參與的戰略。此戰略認識到在氣候政策的制定過程中存在性別的歧視和排斥。 這類具有排他性的政策，就很難成為有效的政策。 戰略的目標是促進與氣候變化政策和緩解措施相關的性別平等，並處理氣候變化如何會因性別對公共衛生產生不同的影響。
在緩解和應對氣候變化方面促進性別平等的目標（in mitigating and responding to climate change （页面存档备份，存于））包含多個步驟。 首先是在圍繞氣候變化的談判和科學中追求性別平等。政府為促進婦女教育，預定在教育中注重氣候科學，並確保其會被納入環境保護計劃和氣候行動計劃。下一個優先事項是為女性提供更多領導力訓練，以更好參與清潔能源經濟。另一個目標是利用Justice40倡議將氣候和清潔能源投資收益的40%的收益交付給弱勢社區。此外，戰略計劃將創建一個氣候和經濟正義篩選工具（Climate and Economic Justice Screening Tool）。
其他立法，例如2019年提出的《婦女與氣候變化法案（H.R.1880 - Women and Climate Change Act of 2019）》，希望強調由婦女領導的倡議，不僅要應對氣候變化本身，還要應對該領域存在的性別不平等。 他們希望建立聯邦婦女與氣候變化跨機構工作組（Federal Interagency Working Group on Women and Climate Change  Federal Interagency Working Group on Women and Climate Change （页面存档备份，存于）），並就未來如何讓婦女參與氣候政策，制定更全面的戰略。

### 其他案例

#### 孟加拉國

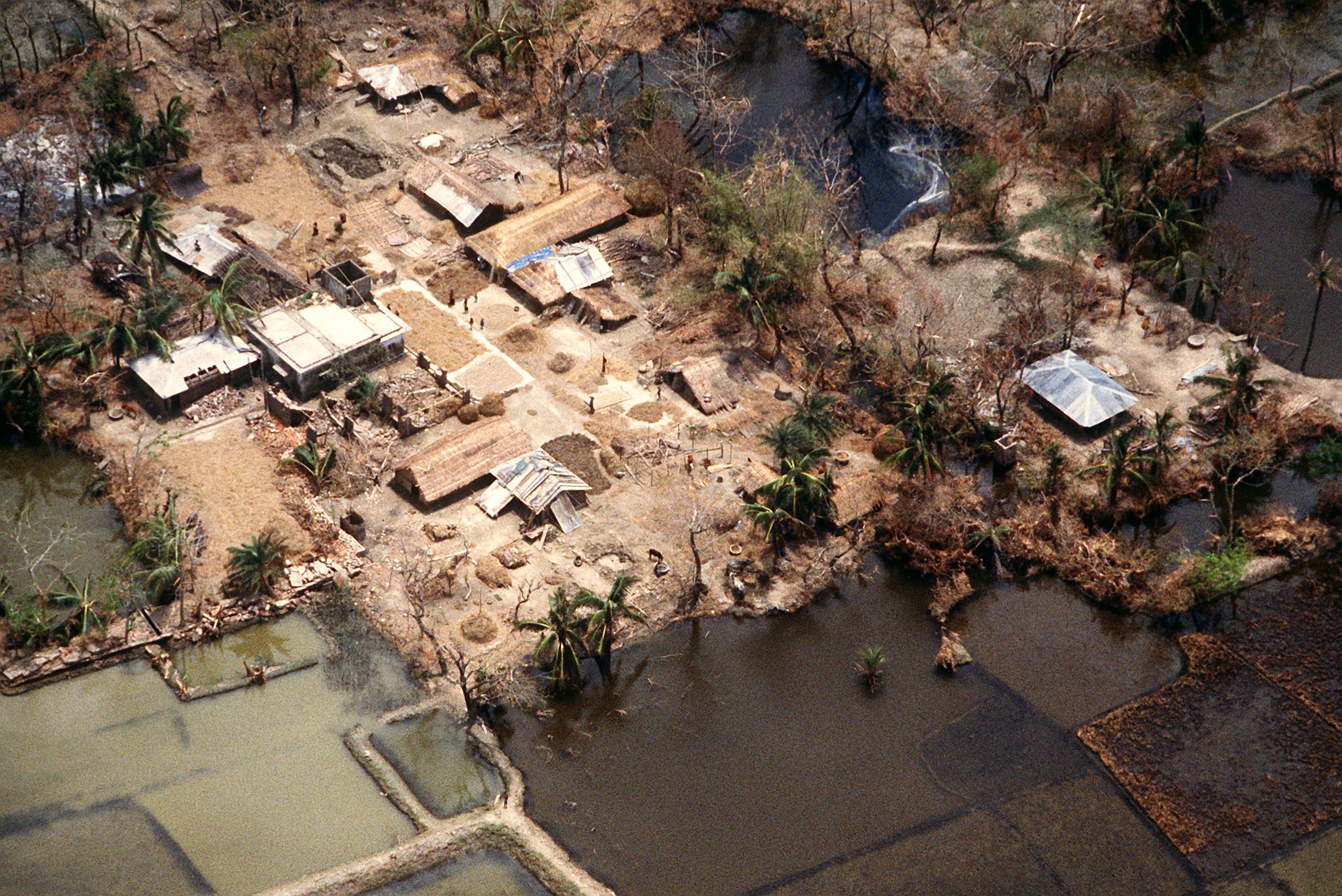
受1991年孟加拉氣旋摧毀的村莊。

本節摘自孟加拉國氣候變化#Women。
孟加拉國因其位於河流三角洲而容易發生洪水和內澇。此國於2012年被聯合國列為最低度開發國家之一，貧困率高，政府薄弱，表示它特別易受自然災害的影響。此國人口稠密，於2010年全國約有63%的人口從事農業、林業或漁業。該國人口中女性佔比略少於一半，於2001年有80%的女性生活在農村地區。 孟加拉國婦女特別容易受到氣候變化的影響，因為她們的社會流動和權力有限。研究顯示1991年孟加拉氣旋造成巨大的破壞之後，年齡介於20至44歲的孟加拉國女性死亡率遠高於同齡男性：每1,000人中有71人死亡，而男性為每1,000人中僅有15人死亡。即使颶風警告發佈之後，有許多婦女必須在家等待親戚回來引導庇護，而導致受災死亡。
隨著氣候變化，孟加拉國的水資源缺乏和其中鹽度增加也成為問題。當飲用水不足時，婦女有責任取水，無論她們必須走多遠或穿越任何地形。在自然災害期間，男性失業率上升。女性的責任會因此而增加，因為她們除準備食物、照顧兒童和老人外，還必須設法取得和管理收入和資源。隨著家中失業的男性人數增加，有越來越多的女性報告受到男性親屬在精神和身體上的虐待。為應對氣候變化，婦女們將火柴、食物、牲畜飼料、藥品和燃料儲存在安全的地方，以備發生災難時可用。她們還會教孩子游泳等技能，為應對危機做好準備。國際關懷協會（CARE）認為氣候調適型的工作如養鴨，將有助於提高孟加拉國婦女的氣候韌性。 

#### 馬達加斯加

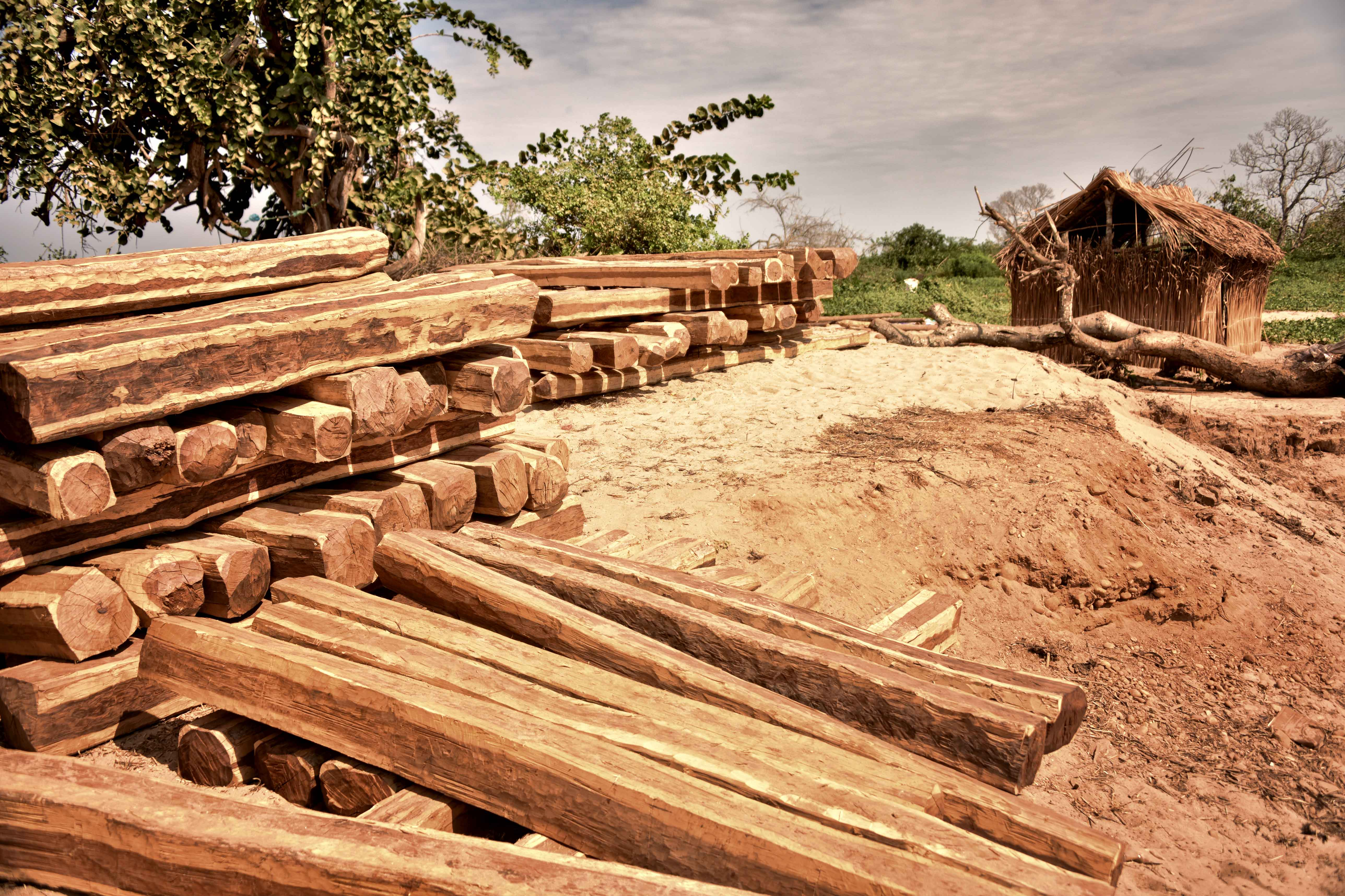
發生在馬達加斯加的伐木取材（森林砍伐，相片於2015年上傳)。

馬達加斯加所擁有的動植物物種中有80%是地球上其他任何地方所無。由於這類物種的特殊性，在馬達加斯加進行森林砍伐將會對全球生物多樣性產生嚴重影響，這可說該國在世界生物多樣性保育中佔有最優先的地位。馬達加斯加是個以農業為主的國家，氣候變化的影響預計將加劇強力氣旋、洪水、乾旱和不可預測氣候模式的生成，而進一步威脅該國的糧食安全、基礎設施和生態系統。有聯合國開發計畫署及巴西政府參與的聯合國國際包容性增長政策中心 (IPC-IG) 發表一篇名為“馬達加斯加女性農民的綠色經濟和增加經濟公平”的政策研究簡報指出，馬達加斯加氣候變化中存在明顯的性別差異。相關國家政策和戰略，例如馬達加斯加與氣候變化相關的國家適應行動計劃（Madagascar's National Adaptation Program of Action，NAPA）並未注重性別問題，因此導致與性別相關的重大政策差距，而常會進一步加劇婦女在氣候調適相關政策進程中於資金和緩解措施中遭到邊緣化。報告建議組織婦女合作社，並提高婦女的領導地位，以透過綠色經濟來提高社會包容性。

#### 莫三比克
莫三比克政府於2010年初通過性別、環境和氣候變化戰略和行動計劃，是世界上首個這樣做的政府。莫三比克時任環境部長Alcinda António de Abreu在其第二階段行動計劃中評論道，“調適和緩解氣候變化[依賴]自然資源的可持續利用和公平控制，以及從中產生的效益 - 以及所有公民，無論其社會地位或性別如何，在經濟和政治生活的各個領域都可在這一關鍵工作中發揮作用。”該國已有12,000多名婦女接受自然資源的可持續利用和管理訓練。同樣的有36個社區已學習，並獲得有關更有效預防和控制火災、種植抗旱作物以及生產和使用改良爐灶的的知識。

#### 南非
南非於2010年是非洲單一最大經濟體，但有一半以上的人口生活在貧困之中，許多人失業。貧困的人口通常嚴重依賴農業和自然資源為生。煤碳和金屬礦石開採也是重要的經濟部門，但由於氣候變化和全球化，其重要性在21世紀時已逐步降低。IPCC於2007年預測非洲因氣候變化升溫的程度將是世界其他地區的1.5倍，特別是到2100年，當地的氣溫會升高3 – 4°C。水資源、農業、採礦業和林業都會受到這些氣溫和天氣變化的影響。南非政策智庫人類科學研究委員會在2004年報告，南非的窮人中有57%面臨氣候變化負面影響的風險，因為他們依賴雨養農業，而且隨著時間演進，當地的氣候變化預計會導致更長、更嚴重的乾旱期。南非農村貧困人口中有多數是婦女，她們獲得財產、收入、信貸、資源和社會權力的機會有限。 
南非傳統上是男人照顧牲畜，女人照顧菜園，但在長期乾旱時，許多家庭會喪失牲畜。男性應對這種損失和不斷增加的失業率，會開始借助酒精來處理心理壓力。有些人還會增加性伴侶，而增加感染或傳播艾滋病的風險。為應對這些變化，有越來越多的女性正式或非正式地進入勞動力市場。有些從事傳統為男性所做的採礦和建築工作。其他人則在當地製造和銷售商品。南非政府提供社會補助金以支持受氣候變化影響的家庭。這些補助金包括養老金、失能補助金和子女撫養費。而在某些情況下，當男性（而非女性）負責處理家中社會補助金時，有人會用這些錢來購買酒精。因此政府傾向於將補助金交給婦女，但也可能會引起家庭糾紛。
南非人對氣候變化的了解主要基於經驗和在地知識，而經驗與知識靠口耳相傳。由於女性在農業和園藝方面的經驗，她們往往比男性擁有更多的此類知識。為應對乾旱，一些婦女會在濕地或其他水源附近種植農作物。她們也懂得在乾旱或農作物歉收時期將部分食物保存。儘管南非女性了解氣候變化，但許多南非的應對措施（例如南非國家氣候變化脆弱性和調適評估研究（ South African Country Study on Climate Change Vulnerability & Adaptation Assessment））並未處理性別問題。 雖然南非婦女在國家和省級政府中都有代表，但市級政府中的婦女人數並不多。 

#### 印度

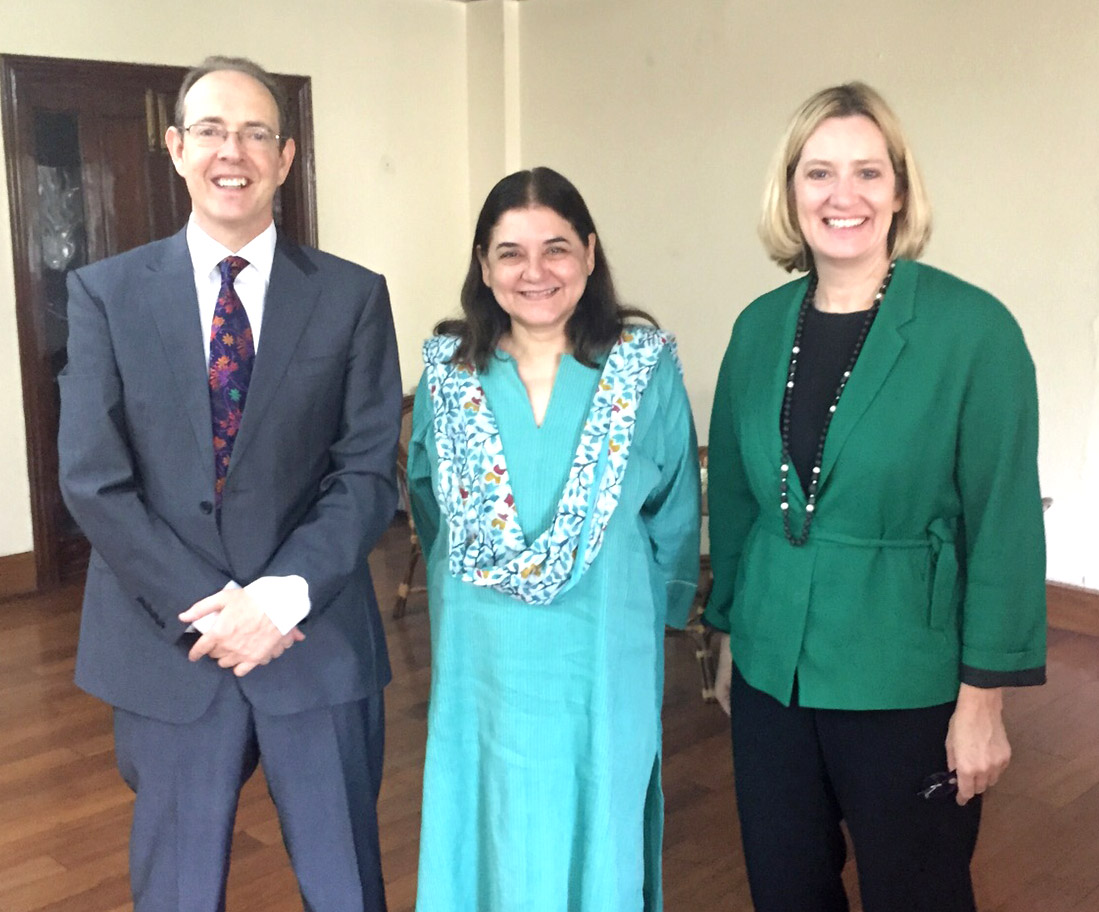
英國能源及氣候變化大臣安珀·路德（圖右）於2015-09-23與印度女性及兒童發展部部長莫妮卡·甘地（圖中）會面時合影。

要理解印度的性別脆弱性，需要將其與種姓制度、階級和族群的因素作聯繫。在印度的默哈訥迪河三角洲，出身表列種姓的婦女縱然面臨貧困，卻表現出高度的自信和自尊。雖然出身較高種姓的婦女受到“強大的父權控制和限制社會流動”的束縛，而出身表列種姓的婦女“通常甚至沒意識到”有父權限制的存在，並能“更輕鬆取得社會流動”。
認為婦女“只因在氣候變化的背景下變得脆弱和邊緣化”的看法並不正確。婦女在奧迪薩邦托塔什村（Totashi village）的水澇田裡種植蔬菜，透過獲取額外收入來支持家庭和補充營養，扭轉水澇造成的劣勢。奧迪薩邦傑波爾村（Jeypore village） 村的婦女每月兩次提供兩次義務勞動，清理水體中的水葫蘆，她們會組成一條人龍，“先將漂浮的水葫蘆部分拉住，然後將其連根拔起”。這不僅可改善池塘水質，讓村民能夠從事養鴨和捕魚，也抑制土壤肥力下降，和疾病、蛇、毒蟲的傳播。 
於2014年至2018年間在奧迪薩邦默哈訥迪河三角洲五個地區進行的研究顯示，女性當家的家庭於極端氣候事件中“因農作物歉收、牲畜和設備損壞以及生命損失而遭受更多金錢損失”較男性當家的家庭更為嚴重。女戶主有照顧家人的責任，加上收入較低、韌性或調適能力較薄弱，在極端事件期間，她們的處境比男性主導家庭更差。婦女的年齡、婚姻狀況、缺乏教育和收入（其中一部分婦女沒有收入，許多婦女收入較低，而且很大部分是未受過教育的年長寡婦）而進一步把不平等加劇。由於氣候變化，這些三角洲地區的婦女不僅身體條件脆弱，在社會經濟上也比男性戶主家庭脆弱。

## 於性別和氣候變化的爭議

### “女人是脆弱的” vs “女人是賢惠的”
在審視氣候變化與性別時，會同時出現兩個主題：“相對於環境，女性是脆弱的，或是賢慧的。”這表示生活在全球南方（Global South，參見南北分歧）國家的女性較男性更有可能受到氣候變化的影響，而生活在全球北方（Global North）國家的男性較女性更有可能導致氣候變化。這些關於婦女的脆弱性和美德的假設將全球南北分歧的觀點強化，即全球南方的婦女貧窮且無助，而全球北方的婦女受到良好教育且支持環保。
這種“女性是賢慧的”敘事法將女性視為建立平等和可持續應對氣候變化的重要推動者。聯合國人口基金發表的《2009年世界人口狀況 - 面對持續變化的世界：婦女、人口和氣候》將婦女視為可動員來應對氣候變化的重要行動者。特別是賓夕法尼亞州立大學教授卡羅琳·薩克斯（Carolyn Sachs）博士討論婦女在全球面對環境因素（例如農業發展中的性別安排）所面臨的鬥爭。女性常受到職場同儕的壓迫，因為她們是脆弱性的的重點參照。女性勞動力被剝削，以防止她們抗爭，在一年中季節變化期間，她們面臨著極端氣候變化和自然資源可用性的巨大壓力。

## 資料來源
- MacGregor, Sherilyn. "A Stranger Silence Still: The Need for Feminist Social Research on Climate Change." The Sociological Review 57 (2010): 124–140. Web. 2014-10-25.
- Nussbaum, Martha C. Creating Capabilities: The Human Development Approach. Cambridge, MA: Harvard University Press, 2011.
- Olsson, Lennart et al. "Livelihoods and Poverty." Climate Change 2014: Impacts, Adaptation, and Vulnerability. Part A: Global and Sectoral Aspects. Contribution of Working Group II to the Fifth Assessment Report of the Intergovernmental Panel on Climate Change. Ed. C. B. Field et al. Cambridge and New York: Cambridge University Press, 2014. 793–832.
- Schneider, Stephen H., Armin Rosencranz, Michael D. Mastrandrea, and Kristin Kuntz-Duriseti. Climate Change Science and Policy. Washington, DC: Island Press, 2010.
- Tuana, Nancy. "Gendering Climate Knowledge for Justice: Catalyzing a New Research Agenda." Research, Action and Policy: Addressing the Gendered Impacts of Climate Change. Ed. Margaret Alston and Kerri Whittenbury. Dordrecht: Springer Netherlands, 2013. 17–31.

## 外部連結
- Contributions of WGII in the IPCC Fifth Assessment Reports
- Convention on the Elimination of All Forms of Discrimination Against Women （页面存档备份，存于）
- Global Gender and Climate Alliance （页面存档备份，存于）
- Millennium Development Goals 的存檔，存档日期2013-04-01.